# واروارا لپچنکو
 واروارا لپچنکو ([Варвара Петровна Лепченко] Error: {{Lang}}: متن دارای نشانه‌گذاری ایتالیک است (راهنما)؛ زادهٔ ۲۱ مهٔ ۱۹۸۶) یک تنیس‌باز اهل ایالات متحده آمریکا است.